# Łuk elektryczny

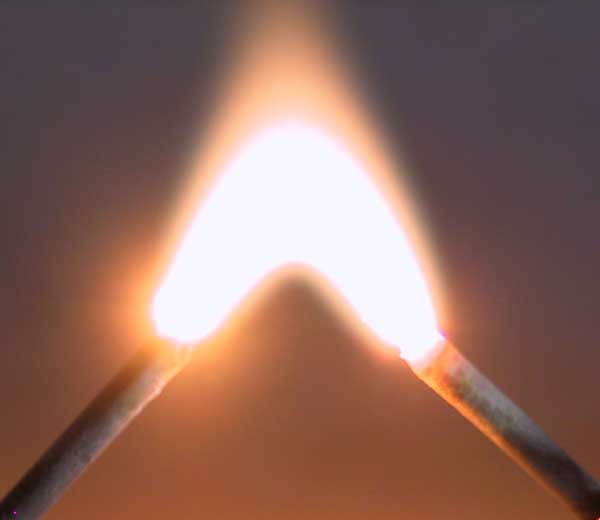
Łuk elektryczny

Łuk elektryczny, wyładowanie łukowe – ciągłe wyładowanie elektryczne zazwyczaj w gazie pod ciśnieniem normalnym (atmosferycznym) lub wyższym. Cechą charakterystyczną jest bardzo mały wewnętrzny opór elektryczny. Wyładowanie zachodzi pomiędzy dwiema elektrodami z materiału przewodzącego prąd elektryczny lub innymi elementami pełniącymi ich role.
Łuk elektryczny ma szerokie zastosowanie w technice, stosowany jest do wytwarzania światła w lampach łukowych. Używa się go w syntezie chemicznej i przy spawaniu elektrycznym, w hutniczych piecach łukowych. Niekiedy pojawianie się łuku jest niepożądane – np. między stykami mechanicznego łącznika elektrycznego w trakcie wyłączania prądu elektrycznego (stosuje się wtedy różnego rodzaju układy gaszące łuk), między ślizgaczem odbieraka pojazdu elektrycznego a przewodem jezdnym, na styku szczotka — komutator w silniku elektrycznym itp.
W obszarze łuku elektrycznego gaz jest silnie zjonizowany, stanowi plazmę. Jej temperatura zależy od natężenia prądu, rodzaju elektrod, rodzaju i ciśnienia gazu. Pod ciśnieniem atmosferycznym i przy przepływie prądu 1 A wynosi ona 5000–6000 K (ok. 4720–5720 °C).
Zjawisko łuku elektrycznego zostało odkryte i opisane przez rosyjskiego fizyka Wasilija Władimirowicza Pietrowa.